# Vinter-OL 1932
Vinter-OL 1932 (officielt: De III Olympiske Vinterlege) blev afholdt i 1932 i Lake Placid, USA.
Da USA var valgt som værtsland for sommer-OL 1932 i Los Angeles, blev landet tilbudt også at afholde vinter-OL. Lake Placid i New York fik tildelt værtsskabet for vinterlegene på IOC's møde i Lausanne den 10. april 1929 for næsen af seks andre amerikanske ansøgere. IOC begrundede valget af Lake Placid med byens gode ry som vintersportssted, dens klima og terræn, de eksisterende idrætsanlæg, dens erfaring med at arrangere især langrends- og skihopkonkurrencer og dens garanti for, at de nødvendige udvidelser af og tilføjelser til anlæggene blev bygget.
Vinter-OL 1932 fandt sted midt i en økonomisk krise, og Lake Placid havde svært ved at skaffe penge nok til at finansiere arrangementet. F.eks. donerede formanden for organisationskomiteen, dr. Godfrey Dewey, et stykke land fra sin familieejendom til anlæg af bobslædebanen, som var det eneste idrætsanlæg, der manglede på stedet.
Legene blev også præget af, at mange europæiske lande ikke havde råd til den lange og dyre rejse til USA. F.eks. var kun fire hold tilmeldt ishockeyturneringen, som bl.a. manglede nr. 2, 3 og 4 fra de seneste vinterlege (Sverige, Schweiz og Storbritannien).

## Sportsgrene
Der blev konkurreret i fem sportsgrene: Bobslæde, hurtigløb på skøjter, ishockey, kunstskøjteløb og nordisk skiløb. Desuden var der tre demonstrationssportsgrene: curling, hundeslædeløb og hurtigløb på skøjter for kvinder.
Blandt de officielle sportsgrene havde kvinder fortsat kun lov til at konkurrere i kunstskøjteløb.

## Højdepunkter
- Canada vandt ishockeyturneringen for 4. OL i træk.
- Den 15-årige norske kunstskøjteløber Sonja Henie vandt sin 2. af tre OL-guldmedaljer i kvindernes kunstskøjteløb.
- Svenskeren Gillis Grafström var tæt på at vinde mændenes kunstskøjteløb for 4. gang i træk, men han måtte nøjes med sølvmedaljen.
- Amerikaneren Eddie Eagan blev den først sportsmand, der vandt OL-guld i både en sommersport (boksning ved sommer-OL 1920) og en vintersport (bobslæde ved vinter-OL 1932)
- Nogle af ishockeykampene blev for første gang spillet indendørs.
- Podiet til sejrsceremonien blev anvendt for første gang.

## Deltagende nationer
| - Belgien - Canada - Finland - Frankrig - Italien | - Japan - Norge - Polen - Rumænien - Schweiz | - Storbritannien - Sverige - Tjekkoslovakiet - Tyskland - Ungarn | - USA - Østrig |

## Medaljefordeling
| Medaljefordelingen ved vinter-OL 1932 | Medaljefordelingen ved vinter-OL 1932 | Medaljefordelingen ved vinter-OL 1932 | Medaljefordelingen ved vinter-OL 1932 | Medaljefordelingen ved vinter-OL 1932 | Medaljefordelingen ved vinter-OL 1932 |
| Nr.                                   | Land                                  | Guld                                  | Sølv                                  | Bronze                                | Total                                 |
| ------------------------------------- | ------------------------------------- | ------------------------------------- | ------------------------------------- | ------------------------------------- | ------------------------------------- |
| 1.                                    | USA                                   | 6                                     | 4                                     | 2                                     | 12                                    |
| 2.                                    | Norge                                 | 3                                     | 4                                     | 3                                     | 10                                    |
| 3.                                    | Canada                                | 1                                     | 1                                     | 5                                     | 7                                     |
| 4.                                    | Sverige                               | 1                                     | 2                                     | 0                                     | 3                                     |
| 5.                                    | Finland                               | 1                                     | 1                                     | 1                                     | 3                                     |
| 6.                                    | Østrig                                | 1                                     | 1                                     | 0                                     | 2                                     |
| 7.                                    | Frankrig                              | 1                                     | 0                                     | 0                                     | 1                                     |
| 8.                                    | Schweiz                               | 0                                     | 1                                     | 0                                     | 1                                     |
| 9                                     | Tyskland                              | 0                                     | 0                                     | 2                                     | 2                                     |
| 10.                                   | Ungarn                                | 0                                     | 0                                     | 1                                     | 1                                     |

## Bobslæde
Bobslædekonkurrencerne blev kørt på naturbanen Mount van Hoevenberg med en længde på 2.366 m og en højdeforskel på 228 m. 
Amerikaneren Eddie Eagan vandt guld med det amerikanske bobslædehold i firerbob og blev derved den eneste i de olympiske leges historie, der vandt OL-guld ved både Sommer- og Vinter-OL i to forskellige sportsgrene. Eagan havde tidligere vundet OL-guld i boksning ved OL i 1924.
| Toerbob, mænd      | Toerbob, mænd  | Toerbob, mænd                                                                  | Tid (min.) | Tid (min.) | Tid (min.) | Tid (min.) | Tid (min.) |
| Toerbob, mænd      | Toerbob, mænd  | Toerbob, mænd                                                                  | 1. løb     | 2. løb     | 3. løb     | 4. løb     | Totalt     |
| ------------------ | -------------- | ------------------------------------------------------------------------------ | ---------- | ---------- | ---------- | ---------- | ---------- |
| Guld               | USA 1          | Hubert Stevens (fører) Curtis Stevens                                          | 2:13,10    | 2:04,27    | 1:59,69    | 1:57,68    | 8:14,74    |
| Sølv               | Schweiz 2      | Reto Capadrutt (fører) Oscar Geier                                             | 2:05,88    | 2:07,21    | 2:03,52    | 1:59,67    | 8:16,28    |
| Bronze             | USA 2          | John Heaton (fører) Robert Minton                                              | 2:15,02    | 2:07,51    | 2:04,29    | 2:02,33    | 8:29,15    |
| 4.                 | Rumænien       | Al Papana (fører) Dumitru Hubert                                               | 2:15,51    | 2:07,82    | 2:06,12    | 2:03,02    | 8:32,47    |
| 5.                 | Tyskland 1     | Hanns Kilian (fører) Sebastian Huber                                           | 2:15,27    | 2:11,08    | 2:05,82    | 2:03,19    | 8:35,36    |
| 6.                 | Italien 1      | Rossi di Montelera (fører) Italo Casini                                        | 2:15,45    | 2:08,10    | 2:06,58    | 2:06,20    | 8:36,33    |
| 12 deltagende hold |                |                                                                                |            |            |            |            |            |
| Firerbob, mænd     | Firerbob, mænd | Firerbob, mænd                                                                 | Tid (min.) | Tid (min.) | Tid (min.) | Tid (min.) | Tid (min.) |
| Firerbob, mænd     | Firerbob, mænd | Firerbob, mænd                                                                 | 1. løb     | 2. løb     | 3. løb     | 4. løb     | Totalt     |
| Guld               | USA 1          | William Fiske (fører) Edward Eagan Clifford Gray Jay O'Brien                   | 2:00,52    | 1:59,16    | 1:57,41    | 1:56,59    | 7:53,68    |
| Sølv               | USA 2          | Henry Homburger (fører) Percy Bryant Edmund Horton Paul Stevens                | 2:01,77    | 2:01,09    | 1:58,56    | 1:54,28    | 7:55,70    |
| Bronze             | Tyskland 1     | Hanns Kilian (fører) Sebastian Huber Max Ludwig Hans Mehlhorn                  | 2:03,11    | 2:01,34    | 1:58,19    | 1:57,40    | 8:00,04    |
| 4.                 | Schweiz 2      | Reto Capadrutt (fører) Hans Eisenhut Oscar Geier Charles Jenny                 | 2:06,81    | 2:03,40    | 2:01,47    | 2:00,50    | 8:12,18    |
| 5.                 | Italien        | Rossi di Montelera (fører) Italo Casini Agostino Lanfranchi Gaetano Lanfranchi | 2:07,87    | 2:06,62    | 2:07,94    | 2:01,78    | 8:24,21    |
| 6.                 | Rumænien       | Al Papana (fører) Dumitru Hubert Al Ionescu Ulysse Petrescu                    | 2:09,09    | 2:14,32    | 2:02,00    | 1:58,81    | 8:24,22    |
| 7 deltagende hold  |                |                                                                                |            |            |            |            |            |

## Hurtigløb på skøjter
Skøjteløbene blev afviklet på det olympiske stadions 400 m skøjtebane efter nordamerikanske regler, dvs. med indledende løb, hvorfra de bedste gik videre til et finaleheat. På 500 m og 1500 m var der tre indledende heats med 5-6 deltagere, hvorfra de to bedste gik til en finale med 6 deltagere. På 5.000 og 10.000 m var der to indledende heats med hver 9 deltagere, hvorfra de fire bedste gik til finalen med 8 deltagere. Det er en udbredt opfattelse, at systemet favoriserede de amerikanske og canadiske løbere, som kendte systemet i forvejen.
14 dage senere blev VM afholdt på samme bane efter International Skating Unions regler, så løberne fik konkurreret på samme bane efter begge typer regler inden for kort tid.
Begge indledende heats på 10.000 m-distancen måtte løbes om på grund af protester, der blev taget til følge. Pudsigt nok endte omløbene med præcist de samme finalister som i de første løb.
| 500 m finale, mænd  | 500 m finale, mænd   | Tid        |
| ------------------- | -------------------- | ---------- |
| Guld                | Jack Shea            | 43,4 sek   |
| Sølv                | Bernt Evensen        | + 5 m      |
| Bronze              | Alexander Hurd       | + 8 m      |
| 4.                  | Frank Stack          |            |
| 5.                  | William F. Logan     |            |
| 6.                  | John O'Neill Farrell |            |
| 1500 m finale, mænd | 1500 m finale, mænd  | Tid        |
| Guld                | Jack Shea            | 2:57,5 min |
| Sølv                | Alexander Hurd       | + 5 m      |
| Bronze              | William F. Logan     | + 6 m      |
| 4.                  | Frank Stack          |            |
| 5.                  | Raymond Murray       |            |
| 6.                  | Herbert Taylor       |            |

| 5000 m finale, mænd   | 5000 m finale, mænd   | Tid         |
| --------------------- | --------------------- | ----------- |
| Guld                  | Irving Jaffee         | 9:40,8 min  |
| Sølv                  | Edward Murphy         | + 2 m       |
| Bronze                | William F. Logan      | + 4 m       |
| 4.                    | Herbert Taylor        |             |
| 5.                    | Ivar Ballangrud       |             |
| 6.                    | Bernt Evensen         |             |
| 7.                    | Frank Stack           |             |
| 8.                    | C. Harry Smyth        |             |
| 10.000 m finale, mænd | 10.000 m finale, mænd | Tid         |
| Guld                  | Irving Jaffee         | 19:13,6 min |
| Sølv                  | Ivar Ballangrud       | + 5 m       |
| Bronze                | Frank Stack           | + 6 m       |
| 4.                    | Edwin Wedge           |             |
| 5.                    | Valentine Bialas      |             |
| 6.                    | Bernt Evensen         |             |
| 7.                    | Alexander Hurd        |             |
| 8.                    | Edward J. Schroeder   |             |

For første gang fik kvinderne også lov at deltage, men kvindeløbene havde kun status som demonstrationsgren, og dermed blev der ikke uddelt medaljer efter løbene. Hurtigløb på skøjter for kvinder blev ikke officiel OL-gren før i 1960. Resultater: se demonstrationssportsgrene.

## Ishockey
Ishockeyturneringen gjaldt også som officielt VM i ishockey. Men mange europæiske hold havde ikke råd til den dyre rejse til USA, så turneringen bestod kun af fire hold. Blandt de manglende hold var nr. 2, 3 og 4 fra sidste vinter-OL (Sverige, Schweiz og Storbritannien). Seks af de tolv kampe blev spillet indendørs i den olympiske arena – de øvrige udendørs på det olympiske stadion.
Canada vandt turneringen for fjerde gang i træk, men denne gang bød USA på alvorlig modstand, og Canadas sejr blev ikke lige så suveræn som tidligere.
| Dato  | Kamp              | Res.     | Perioder                     |
| ----- | ----------------- | -------- | ---------------------------- |
| 4.2.  | USA - Canada      | 1-2 efs. | 0-0, 0-1, 1-0, 0-0, 0-1      |
| 4.2.  | Tyskland - Polen  | 2-1      | 0-0, 1-1, 1-0                |
| 5.2.  | USA - Polen       | 4-1      | 1-0, 2-0, 1-1                |
| 6.2.  | Canada - Tyskland | 4-1      | 2-0, 2-0, 0-1                |
| 7.2.  | Canada - Polen    | 9-0      | 2-0, 5-0, 2-0                |
| 7.2.  | USA - Tyskland    | 7-0      | 3-0, 2-0, 2-0                |
| 8.2.  | USA - Polen       | 5-0      | 1-0, 1-0, 3-0                |
| 8.2.  | Canada - Tyskland | 5-0      | 2-0, 1-0, 2-0                |
| 9.2.  | Canada - Polen    | 10-0     | 5-0, 1-0, 4-0                |
| 10.2. | USA - Tyskland    | 8-0      | 2-0, 2-0, 4-0                |
| 13.2. | Tyskland - Polen  | 4-1      | 0-0, 2-1, 2-0                |
| 13.2. | USA - Canada      | 2-2 efs. | 1-1, 1-0, 0-1, 0-0, 0-0, 0-0 |

| Slutstilling | Slutstilling | Kampe | Mål  | Point |
| ------------ | ------------ | ----- | ---- | ----- |
| Guld         | Canada       | 6     | 32-4 | 11    |
| Sølv         | USA          | 6     | 27-5 | 9     |
| Bronze       | Tyskland     | 6     | 7-26 | 4     |
| 4.           | Polen        | 6     | 3-34 | 0     |

## Kunstskøjteløb
Kunstskøjteløb blev for første gang ved vinter-OL afviklet indendørs – i den olympiske arena.
| Mænd             | Mænd                                        | Pladser | Point  |
| ---------------- | ------------------------------------------- | ------- | ------ |
| Guld             | Karl Schäfer                                | 9       | 2602,0 |
| Sølv             | Gillis Grafström                            | 13      | 2514,5 |
| Bronze           | Montgomery Wilson                           | 24      | 2448,3 |
| 4.               | Marcus Nikkanen                             | 28      | 2420,1 |
| 5.               | Ernst Baier                                 | 35      | 2334,8 |
| 6.               | Roger Turner                                | 40      | 2297,6 |
| 12 deltagere     |                                             |         |        |
| Kvinder          | Kvinder                                     | Pladser | Point  |
| Guld             | Sonja Henie                                 | 7       | 2302,5 |
| Sølv             | Fritzi Burger                               | 18      | 2167,1 |
| Bronze           | Maribel Vinson                              | 23      | 2158,5 |
| 4.               | Constance Wilson-Samuel                     | 28      | 2131,9 |
| 5.               | Vivi-Anne Hulten                            | 29      | 2129,5 |
| 6.               | Yvonne de Ligne                             | 45      | 1942,2 |
| 15 deltagere     |                                             |         |        |
| Parløb           | Parløb                                      | Pladser | Point  |
| Guld             | Andrée Brunet / Pierre Brunet               | 12      | 76,7   |
| Sølv             | Beatrix Loughran / Sherwin Badger           | 16      | 77,5   |
| Bronze           | Emilia Rotter / László Szollás              | 20      | 76,4   |
| 4.               | Olga Orgonista / Sándor Szalay              | 28      | 72,2   |
| 5.               | Constance Wilson-Samuel / Montgomery Wilson | 35      | 69,6   |
| 6.               | Chauncy Bangs / Frances Claudet             | 36      | 68,9   |
| 7 deltagende par |                                             |         |        |

## Nordisk skiløb

### Langrend
Langrendskonkurrencerne blev præget af varmt vejr, der gjorde løjperne tunge at løbe. 18 km-distancen blev løbet på Mount Whitney-ruten (18,214 km), og føret på løbsdagen blev betegnet som "langsomt". 18 km-løbet gjaldt også som langrendsdelen af konkurrencen i nordisk kombination.
To dage før 50 km-løbet satte et kraftigt tøvejr ind, men det bekymrede ikke de olympiske officials synderligt, fordi tøvejr i Lake Placid i februar normalt kun varer nogle få timer. Men dette tøvejr var mere vedholdende, og dagen inden konkurrencen nåede temperaturen op på +8°. På grund af det varme vejr smeltede meget af sneen på den oprindelige rute, Clifford Falls, og ruten måtte i sidste øjeblik ændres til en 23,8 km rundstrækning – en del af den oprindelige rute – der blev gennemløbet to gange, efterfulgt af en kort strækning til mål, så den samlede distance blev 48,2 km.
Der var kun akkurat tilstrækkeligt med sne tilbage, og sporet var visse steder meget smalt. Netop som løbet startede faldt temperaturen dog til betragteligt under 0°, og forholdene under løbet endte med at blive gode.
| 18 km, mænd                   | 18 km, mænd          | Tid (timer) |
| ----------------------------- | -------------------- | ----------- |
| Guld                          | Sven Utterström      | 1:23:07     |
| Sølv                          | Axel Wikström        | 1:25:07     |
| Bronze                        | Veli Saarinen        | 1:25:24     |
| 4.                            | Martti Lappalainen   | 1:26:31     |
| 5.                            | Arne Rustadstuen     | 1:27:06     |
| 6.                            | Johan Grøttumsbråten | 1:27:15     |
| 7.                            | Valmari Toikka       | 1:27:51     |
| 8.                            | Ole Stenen           | 1:28:05     |
| 9.                            | Väinö Liikkanen      | 1:28:30     |
| 10.                           | Nils E. Svärd        | 1:29:05     |
| 42 deltagere – alle fuldførte |                      |             |

| 50 km, mænd                 | 50 km, mænd       | Tid (timer) |
| --------------------------- | ----------------- | ----------- |
| Guld                        | Veli Saarinen     | 4:28:00     |
| Sølv                        | Väinö Liikkanen   | 4:28:20     |
| Bronze                      | Arne Rustadstuen  | 4:31:53     |
| 4.                          | Ole Hegge         | 4:32:04     |
| 5.                          | Sigurd Vestad     | 4:32:40     |
| 6.                          | Sven Utterström   | 4:33:25     |
| 7.                          | Tauno Lappalainen | 4:45:02     |
| 8.                          | John H. Lindgren  | 4:47:22     |
| 9.                          | Karl G. Jonsson   | 4:49:52     |
| 10.                         | Antonin Barton    | 4:52:44     |
| 32 deltagere – 20 fuldførte |                   |             |

### Skihop
Skihop blev afviklet på Intervales Hill, og sportsgrenen tiltrak et af de største publikum under dette vinter-OL.
| Skihop, mænd | Skihop, mænd   | Point |
| ------------ | -------------- | ----- |
| Guld         | Birger Ruud    | 228,1 |
| Sølv         | Hans Beck      | 227,0 |
| Bronze       | Kåre Wahlberg  | 219,5 |
| 4.           | Sven Eriksson  | 218,9 |
| 5.           | Casper Oimen   | 216,7 |
| 6.           | Fritz Kaufmann | 215,8 |
| 7.           | Sigmund Ruud   | 215,1 |
| 8.           | Goro Adachi    | 210,7 |
| 9.           | Cesare Chiogna | 209,8 |
| 10.          | Erik Rylander  | 206,0 |
| 34 deltagere |                |       |

### Nordisk kombination
| Nordisk kombination, mænd | Nordisk kombination, mænd | Point    | Point  | Point  |
| Nordisk kombination, mænd | Nordisk kombination, mænd | Langrend | Skihop | Total  |
| ------------------------- | ------------------------- | -------- | ------ | ------ |
| Guld                      | Johan Grøttumsbråten      | 240,00   | 206,00 | 446,00 |
| Sølv                      | Ole Stenen                | 235,75   | 200,30 | 436,05 |
| Bronze                    | Hans Vinjarengen          | 213,00   | 221,60 | 434,60 |
| 4.                        | Sverre Kolterud           | 204,00   | 214,70 | 418,70 |
| 5.                        | Sven Eriksson             | 181,50   | 220,80 | 402,30 |
| 6.                        | Antonin Barton            | 208,50   | 188,60 | 397,10 |
| 7.                        | Bronislaw Czech           | 195,00   | 197,00 | 392,00 |
| 8.                        | Frantisek Simunek         | 178,50   | 196,80 | 375,30 |
| 9.                        | Rolf Monsen               | 167,40   | 201,90 | 369,30 |
| 10.                       | Jostein Nordmoe           | 165,96   | 201,60 | 367,56 |
| 33 deltagere              |                           |          |        |        |

## Demonstrationssportsgrene

### Curling
I curlingkonkurrencen deltog otte hold, fire amerikanske og fire canadiske regionalhold. Alle hold spillede mod de fire hold fra det andet land, og kampene blev spillet i den olympiske arena.
| Curling | Curling          | Sejre | Nederlag |
| ------- | ---------------- | ----- | -------- |
| 1.      | Manitoba         | 4     | 0        |
| 2.      | Ontario          | 3     | 1        |
|         | Quebec           | 3     | 1        |
| 4.      | Connecticut      | 2     | 2        |
|         | Northern Ontario | 2     | 2        |
| 6.      | Massachusetts    | 1     | 3        |
|         | New York         | 1     | 3        |
| 8.      | Michigan         | 0     | 4        |

### Hundeslædeløb
Konkurrencen i hundeslædeløb med 7 hunde bestod af to gennemløb af den samme 40,5 km lange rute. De to løb blev afviklet to på hinanden følgende dage.
| Hundeslædeløb | Hundeslædeløb    | Tid (timer) | Tid (timer) | Tid (timer) |
| Hundeslædeløb | Hundeslædeløb    | 1. løb      | 2. løb      | Total       |
| ------------- | ---------------- | ----------- | ----------- | ----------- |
| 1.            | Emile St Goddard | 2:12:05,0   | 2:11:07,5   | 4:23:12,5   |
| 2.            | Leonard Seppala  | 2:13:34,3   | 2:17:27,5   | 4:31:01,8   |
| 3.            | Shorty Russick   | 2:26:22,4   | 2:21:22,2   | 4:47:44,6   |
| 4.            | Harry Wheeler    | 2:33:19,1   | 2:29:35,0   | 5:02:54,1   |
| 5.            | Roger Haines     | 2:34:56,0   | 2:31:31,3   | 5:06:27,3   |
| 6.            | Raymond Pouliot  | 2:53:14,3   | 2:52:21,5   | 5:45:35,8   |
| 7.            | Jack Defalco     | 2:53:49,5   | 2:55:50,1   | 5:49:39,6   |
| 8.            | Stuart Belknap   | 2:57:14,0   | 2:57:08,5   | 5:54:22,5   |
| 9.            | Henry Murphy     | 2:42:49,4   | 3:15:24,1   | 5:58:13,5   |
| 10.           | Dexter Sears     | 3:00:21,7   | 3:01:49,5   | 6:02:11,2   |
| 12 deltagere  |                  |             |             |             |

### Hurtigløb på skøjter (kvinder)
Hurtigløb på skøjter for kvinder havde kun demonstrationsstatus og blev ikke officiel OL-sportsgren før i 1960.
| 500 m finale, kvinder  | 500 m finale, kvinder  | Tid        |
| ---------------------- | ---------------------- | ---------- |
| 1.                     | Jean Wilson            | 58 sek     |
| 2.                     | Elizabeth Dubois       |            |
| 3.                     | Kit Klein              |            |
| 4.                     | Lela Brooks-Potter     |            |
| 5.                     | Elsie Muller-McLave    |            |
| 6.                     | Helen Bina             |            |
| 10 deltagere           |                        |            |
| 1000 m finale, kvinder | 1000 m finale, kvinder | Tid        |
| 1.                     | Elizabeth Dubois       | 2:04 min   |
| 2.                     | Hattie Donaldson       |            |
| 3.                     | Dorothy Franey         |            |
| 4.                     | Lela Brooks-Potter     |            |
| 5.                     | Geraldine Mackie       |            |
| 6.                     | Jean Wilson            |            |
| 10 deltagere           |                        |            |
| 1500 m finale, kvinder | 1500 m finale, kvinder | Tid        |
| 1.                     | Kit Klein              | 3:00,6 min |
| 2.                     | Jean Wilson            |            |
| 3.                     | Helen Bina             |            |
| 4.                     | Geraldine Mackie       |            |
| 5.                     | Dorothy Franey         |            |
| 6.                     | Lela Brooks-Potter     |            |
| 10 deltagere           |                        |            |